# Brändö kyrka, Åland
S:t Jakobs kyrka (eller kapell) på Brändö på Åland är en träkyrka som den 22 oktober 1893 tillägnades aposteln Jakob.
Kyrkan är en del av Brändö-Kumlinge församling sedan församlingssammanslagningen 2006.

## Historia
Den nuvarande kyrkan är sannolikt det fjärde kapellet på platsen.
Kapellet nämns för första gången i och med Gustav Vasas konfiskationer 1544 då en kopparklocka beslagtogs. På 1640-talet stod ett nytt kapell färdigt som var prefabricerat på Saltvik. 1749 ersattes det prefabricerade kapellet med en ny träkyrka, byggt på plats. Eftersom den nya kyrkan började sjunka ner i den sanka marken beslöts till slut att riva kyrkan för att bygga ytterligare en ny, och slutligen den 22 oktober 1893 invigdes den nuvarande kyrkan.

## Kyrkobyggnaden
Den korsformade träkyrkan byggdes under tidigt 1890-tal efter ritningar av byggmästaren David Lönnrot i Nystad och var ursprungligen målad i gulbrunt för att 1952 målas i ljusa färger.

## Inventarier
- Ett altarskåp i ek vars mittparti föreställer  Marie Kröning från mitten av 1400-talet [1] och sannolikt tillverkat i Lübeck.[3]
- En altartavla som föreställer Kristi himmelsfärd målad av Alexandra Ståtlin 1882.[3]

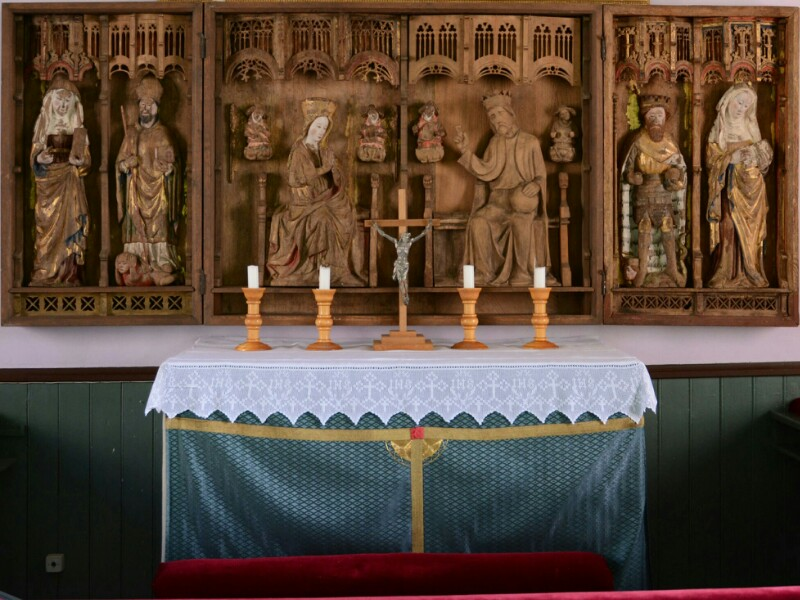
Altarskåp
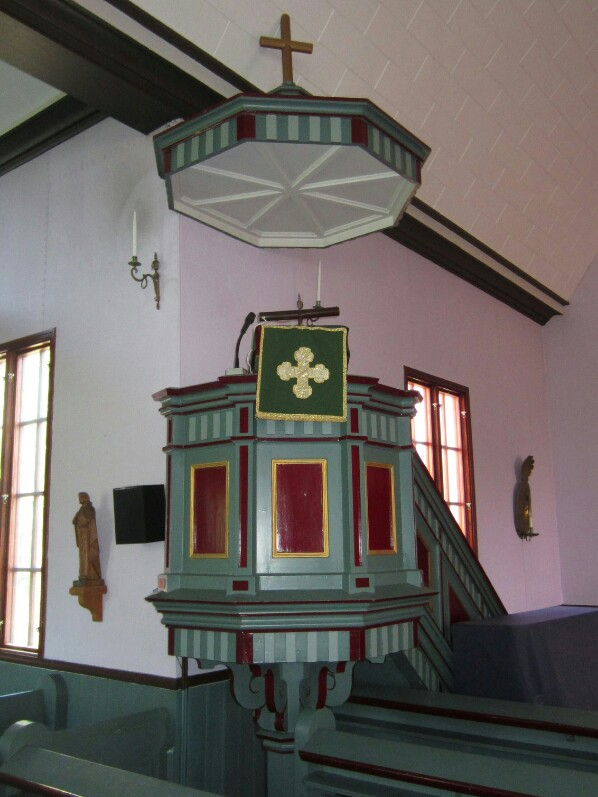
Predikstol
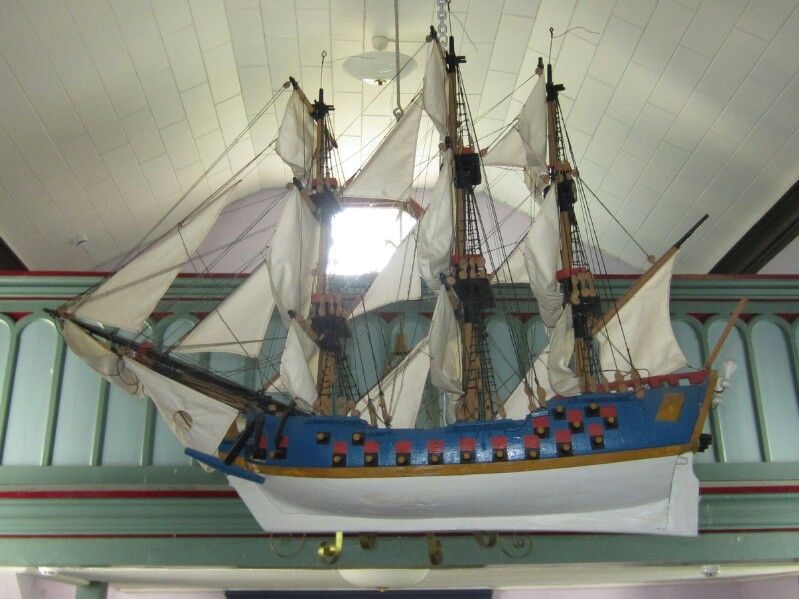
Votivskepp

### Orgel
- En orgel byggd 1912 av orgelbyggaren Zachariassen från Nystad.[3]
- Orgeln byggdes om 1966 och stora delar förnyades ac Virtanen[vem?]. Fasaden är från Zachariassens orgeln och fasadpiporna är nya från 1966. Orgeln är mekanisk.[4]

| Manual C-f3          | Pedal C-d1         | Koppel     |
| Principal 8’ (1966)  | Subbass 16’ (1912) | Man/Ped    |
| Gedackt 8’ (1912)    |                    | Man 4'/Man |
| Oktava 4’ (1912)     |                    |            |
| Flöte 4’ (1966)      |                    |            |
| Waldflöte 2' (1912)  |                    |            |
| Kvinta 1 1⁄3’ (1966) |                    |            |
| Mixtur 3 ch (1966)   |                    |            |
|                      |                    |            |